# Utenský kraj

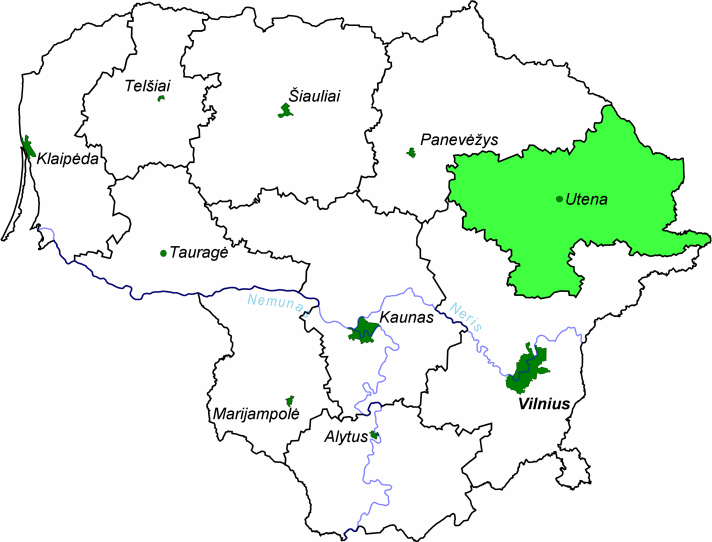
Poloha kraje

Utenský kraj (litevsky Utenos apskritis) je jedním z deseti litevských krajů. Kraj má zhruba 186 000 obyvatel (2001) a je nejméně zalidněným litevským krajem. Největším městem je krajské město Utena. Utenský kraj je druhým nejpopulárnějším turistickým krajem v zemi (po přímořském regionu). Zhruba 31 % povrchu kraje je pokryto lesy. Je zde rovněž 1 002 jezer, které jsou propojeny řekami a nabízí tak dobré možnosti pro vodní turistiku.